# 1293
1293 (MCCXCIII) var ett normalår som började en torsdag i den julianska kalendern.

## Händelser

### Okänt datum
- Det fjärde svenska korståget mot Finland inleds. Svenskarna, under ledning av Torgils Knutsson, erövrar Karelen och börjar anlägga fästningen Viborg inne i Viborgska viken. Den blir Sveriges främsta utpost i öster, fram till 1700-talet.

## Födda
- Filip VI, kung av Frankrike 1328–1350

## Avlidna
- Stig Andersen Hvide, dansk marsk och kung Erik Klippings mördare.